# 霜獅星雲
霜獅星雲是一個原行星狀星雲（PPN），它位於獅子座，距離地球大約10,000光年(Davis et al. 2005)。它的光譜是雙極星雲。它中心恆星的可見光光譜為K7II，它的本體被稱為霜獅，它位於我們銀河的平面上。(Bourke et al. 2000)更進一步當1990年，它是唯一已知有著冰晶流主宰著長波輻射光譜星周環的PPN，並且也是唯一已知從軸對稱差有著點反射對稱的PPN。

## 特徵
霜獅星雲有兩個被分隔開的瓣，其中一個幾乎就在塵埃環的邊緣。它也有兩個相對微弱但顯著且緊緻的星雲狀物，或是光環，沿著PPN的偶極軸相隔大約23″。這個PPN整體的形狀類似沙漏。它相對於天空的平面有著15°的傾斜，它的分子仍在以大約25Km/s的速度向外擴張。

## 觀測歷史
這個PPN是在紅外線天文衛星巡天時，由於它在IRAS的色溫中異常的低溫而首度被注意到，它在60-μM的波長上有著獨特且鮮明的形狀與最大值。

## 點對稱
它是第一個已知有著點反射對稱的雙極PPN（其它的全部都只有軸對稱）。點對稱在行星狀星雲是相當常見的性質，在 NGC 2022、NGC 2371-2、NGC 6309、貓眼星雲、NGC 6563, 啞鈴星雲、土星星雲、A24、和Hb5都發現到。Morris & Reipurth 1990假設點對稱要麼不是由偶極外向流所導致的進動盤或進動共同發展出聯星。

## 命名
Forveille et al. 1987命名IRAS 09371+1212 為"霜獅星雲"，因為它的位置在獅子座，而且在遠紅線光譜下是極端不平常的天體，它的氣體狀態有很大的程度上是由水凝結的冰所組成的顆粒。他們的解釋隨後在1988年獲得三篇獨立的論文予以證實。  Omont et al. 1990在35至65μM的頻帶上進一步的觀測到非常低溫（< 50 K)的矽酸鹽塵粒，十分清楚的包覆著冰的結晶，並且在60μM有過量的輻射。

## 註解
1. 1 2 3  (SIMBAD 2007)
2. 1 2 3  (Davis et al. 2005)
3. ↑  (Beuzit et al. 1994)
4. 1 2  (Omont et al. 1990)
5. ↑  K-band image of the peculiar star Frosty Leo Archive.today的存檔，存档日期2012-07-30, in image gallery of ESO
6. 1 2 3 4 5 6 7 8  (Morris & Reipurth 1990)
7. 1 2  (Forveille et al. 1987)

## 外部連結
- [http:// http://www.ifa.hawaii.edu/ao/OLDSITE/images/proto/fleo.html 霜獅星雲的影像]